# Bikar karla 2007
La Bikar karla 2007 fu la quarantottesima edizione della coppa d'Islanda. La vincente si qualificò al secondo turno della Coppa UEFA 2008-2009.

## Turno preliminare
giocato l'11 e il 12 maggio.
| N.                                                             | Squadra di Casa | Risultato | Squadra in Trasferta |
| -------------------------------------------------------------- | --------------- | --------- | -------------------- |
| 1                                                              | Berserkir       | 2 – 0     | UMFL                 |
| 2                                                              | Grundarfjörður  | 1 – 1     | Höfrungur            |
| dopo tempi supplementari. Grundarfjörður vince 5 – 4 ai rigori |                 |           |                      |
| 3                                                              | Hamrarnir       | 5 – 1     | Snörtur              |
| 4                                                              | KB              | 4 – 0     | Kjalnesingar         |
| 5                                                              | KFR             | 0 – 0     | Hrunamenn            |
| dopo tempi supplementari. Hrunamenn vince 4 – 2 ai rigori      |                 |           |                      |
| 6                                                              | Álftanes        | 3 – 1     | Augnablik            |

## Primo turno
Giocato il 16 e il 17 maggio 2007.
| N.                                                            | Squadra di casa | Risultato | Squadra in trasferta |
| ------------------------------------------------------------- | --------------- | --------- | -------------------- |
| 1                                                             | Ægir            | 0 – 1     | Berserkir            |
| 2                                                             | Magni           | 0 – 2     | Tindastóll           |
| 3                                                             | Skallagrímur    | 2 – 1     | KB                   |
| 4                                                             | Ýmir            | 3 – 1     | Hrunamenn            |
| 5                                                             | Árborg          | 1 – 4     | Víðir                |
| 6                                                             | Dalvík/Reynir   | 2 – 2     | KS/Leiftur           |
| dopo tempi supplementari. Dalvík/Reynir vince 4 – 3 ai rigori |                 |           |                      |
| 7                                                             | GG              | 2 – 3     | Álftanes             |
| 8                                                             | Grundarfjörður  | 4 – 3     | Snæfell              |
| 9                                                             | Hamar           | 2 – 1     | Hvíti riddarinn      |
| 10                                                            | Hamrarnir       | 2 – 1     | Hvöt                 |
| 11                                                            | Kári            | 1 – 8     | Grótta               |
| 12                                                            | KV              | 8 – 0     | Afríka               |
| 13                                                            | Völsungur       | 4 – 0     | Vinir                |

## Secondo turno
Giocato il 31 maggio e il 1º giugno 2007.
| N.                                                        | Squadra di casa       | Risultato | Squadra in trasferta  |
| --------------------------------------------------------- | --------------------- | --------- | --------------------- |
| 1                                                         | Grótta                | 2 – 0     | Berserkir             |
| 2                                                         | Hamar                 | 0 – 0     | Álftanes              |
| dopo tempi supplementari. Hamar vince 3 – 1 ai rigori     |                       |           |                       |
| 3                                                         | Höttur                | 4 – 1     | Huginn                |
| 4                                                         | ÍH                    | 0 – 1     | Ýmir                  |
| 5                                                         | KV                    | 2 – 3     | Selfoss               |
| 6                                                         | Neisti D.             | 0 – 3     | Sindri                |
| 7                                                         | Tindastóll            | 2 – 2     | Völsungur             |
| dopo tempi supplementari. Völsungur vince 5 – 3 ai rigori |                       |           |                       |
| 8                                                         | Afturelding           | 10 – 1    | Grundarfjörður        |
| 9                                                         | Hamrarnir             | 0 – 4     | Dalvík/Reynir         |
| 10                                                        | Leiknir Fáskrúðsfirði | 3 – 0     | Boltfelag Nordfjörður |
| 11                                                        | Skallagrímur          | 0 – 5     | Haukar                |
| 12                                                        | Víðir                 | 1 – 3     | ÍR                    |

## Terzo turno
Giocato l'11 e il 12 giugno 2007.
| N.                                                     | Squadra di casa       | Risultato | Squadra in trasferta |
| ------------------------------------------------------ | --------------------- | --------- | -------------------- |
| 1                                                      | Hamar                 | 0 – 5     | Stjarnan             |
| 2                                                      | Grótta                | 1 – 2     | Reynir Sandgerði     |
| 3                                                      | ÍBV                   | 1 – 0     | Afturelding          |
| 4                                                      | Þór Akureyri          | 1 – 0     | KA                   |
| 5                                                      | Fjölnir               | 2 – 1     | Njarðvík             |
| 6                                                      | Höttur                | 0 – 2     | KF Fjarðabyggð       |
| 7                                                      | ÍR                    | 1 – 3     | Grindavík            |
| 8                                                      | Leiknir Reykjavík     | 3 – 1     | Selfoss              |
| 9                                                      | Þróttur               | 6 – 1     | Ýmir                 |
| 10                                                     | Víkingur Ólafsvík     | 2 – 2     | Haukar               |
| dopo tempi supplementari. Haukar vince 5 – 4 ai rigori |                       |           |                      |
| 11                                                     | Dalvík/Reynir         | 1 – 0     | Völsungur            |
| 12                                                     | Leiknir Fáskrúðsfirði | 2 – 1     | Sindri               |

## Quarto turno
Giocato il 25 e il 26 giugno 2007.
| N. | Squadra di casa | Risultato | Squadra in trasferta  |
| -- | --------------- | --------- | --------------------- |
| 1  | ÍBV             | 10 – 0    | Reynir Sandgerði      |
| 2  | Dalvík/Reynir   | 0 – 4     | Þór Akureyri          |
| 3  | KF Fjarðabyggð  | 4 – 1     | Leiknir Fáskrúðsfirði |
| 4  | Haukar          | 3 – 1     | Leiknir Reykjavík     |
| 5  | Þróttur         | 1 – 0     | Grindavík             |
| 6  | Stjarnan        | 2 – 3     | Fjölnir               |

## Quinto turno
Giocato il 10 e l'11 luglio 2007.
| N.                                                     | Squadra di casa | Risultato | Squadra in trasferta |
| ------------------------------------------------------ | --------------- | --------- | -------------------- |
| 1                                                      | KF Fjarðabyggð  | 2 – 3     | Fjölnir              |
| 2                                                      | ÍBV             | 0 – 3     | FH                   |
| 3                                                      | ÍA              | 2 – 1     | Víkingur Reykjavík   |
| 4                                                      | KR              | 1 – 1     | Valur                |
| dopo tempi supplementari. Valur vince 3 – 0 ai rigori  |                 |           |                      |
| 5                                                      | Haukar          | 2 – 2     | Fram                 |
| dopo tempi supplementari. Haukar vince 4 – 3 ai rigori |                 |           |                      |
| 6                                                      | Þróttur         | 0 – 1     | Keflavík             |
| 7                                                      | Þór Akureyri    | 1 – 4     | Fylkir               |
| 8                                                      | Breiðablik      | 3 – 1     | HK                   |

## Quarti di finale
Giocati il 12 e il 13 agosto 2007.
| N. | Squadra di casa | Risultato | Squadra in trasferta |
| -- | --------------- | --------- | -------------------- |
| 1  | Breiðablik      | 3 – 1     | Keflavík             |
| 2  | Fylkir          | 3 – 1     | ÍA                   |
| 3  | Fjölnir         | 4 – 3     | Haukar               |
| 4  | Valur           | 0 – 1     | FH                   |

## Semifinali
Giocate il 31 agosto e il 1º settembre 2007.
| Arbitro: | Gardar Orn Hinriksson |

|                                               |           |              |
| Asgeirsson 52’ Guðmundsson 100’ Gudnason 120’ | Marcatori | 65’ Rajcomar |

| Arbitro: | Johannes Valgeirsson |

|             |           |                                       |
| Ingason 43’ | Marcatori | 56’ (rig.) Gudmundsson 113’ Bjornsson |

## Finale
| Arbitro: | Egill Mar Markusson |

|                          |           |                           |
| M. Gudmundsson 17’, 105’ | Marcatori | 86’ (rig.) G. Gudmundsson |